# 豪情3D
《豪情3D》 為一套於2014年4月3日上映的香港電影，由古天樂監製和客串，杜汶澤和何超儀領銜主演。
該電影的片名雖然和2003年上映的《豪情》一樣，但是實際上本片的故事和角色人物都沒有關聯，該電影同時上映了3D和普通版本。

## 劇情
喪失男性雄風的陳偉文(杜汶澤 飾)，在事業上和床上都陷入女尊男卑的狀況。文學系畢業的他，本靠在報紙的風月版寫色情小說維生，但自從風月版停刊，他的生活也陷入困境。某天，他突發奇想：像我這樣看日本AV長大的男人，一定會想去日本AV拍攝現場參觀，何不將這種【參觀團】變成生意？
這個瘋狂的想法立刻得到一票朋友的熱烈迴響，大家紛紛加入投資，並由熟知日本色情行業的接頭人鳩山初代子(何超儀 飾)搭路。一開始，大家只是興致勃勃的參觀拍攝，但最後卻演變成逼迫陳偉文下海當AV男優。令人訝異的是，他在AV中被女優淫辱的真情演出，令他在日本一炮而紅。
鳩山初代子馬上直奔香港，說服陳偉文一起追尋一個不切實際的夢想：港男進擊日本AV界!!

## 演員
| 演員     | 角色                          |
| 杜汶澤   | 陳偉文 小澤馬利奧             |
| 何超儀   | 嶋山初代子                    |
| 曾國祥   | 老袁                          |
| 泰臣     | 梁景                          |
| 袁嘉敏   | 席夢絲                        |
| 加藤鷹   |                               |
| 夕樹舞子 |                               |
| 沖田杏梨 | 第三位出現的女優              |
| 葵司     | 淮山杞子 （第四位出現的女優） |
| 麻生希   | 第二位出現的女優              |
| 辰巳唯   | 第一位出現的女優              |
| 由愛可奈 | 最後出現在長崎直樹的AV的女優  |

客串
| 演員       | 角色                                                                             |
| 古天樂     | 長崎直樹                                                                         |
| 吳君如     | 金雞 阿金                                                                        |
| 蔡卓妍     | 蒼井舞空                                                                         |
| 王晶       | 毛高衛 - 道德調理整理會會長 兼 資深AV人 兼 香港精神分裂協會榮譽會長 人稱玉面飛龍 |
| 杜如風     | 「理有理講」主持人                                                               |
| 鄭中基     | 旁述(僅聲音演出)                                                                 |
| 野村貴浩   | AV男優                                                                           |
| 石原愛     | 女學生                                                                           |
| 深津佳乃   | 母親                                                                             |
| 松井理子   | 家庭主婦                                                                         |
| 牧野绘里   | 痴女電車女優                                                                     |
| 星月莉央   | 痴女電車女優                                                                     |
| 早川りな   | 痴女電車女優                                                                     |
| 青井いちご | 痴女電車女優                                                                     |
| こずえまき | 痴女電車女優                                                                     |
| 中原恭子   | 女鬼 (超渡淫靈)                                                                  |
| 須藤百合   | 女鬼 (超渡淫靈)                                                                  |
| 菊川麻里   | 女鬼 (超渡淫靈)                                                                  |
| 及川はるな | 女鬼 (超渡淫靈)                                                                  |
| 樹林れもん | 女鬼 (超渡淫靈)                                                                  |
| 今井花菜   | 喪禮訪客 (亂交 未亡人)                                                           |
| 加納綾子   | 喪禮訪客 (亂交 未亡人)                                                           |
| 真辺ひろの | 喪禮訪客 (亂交 未亡人)                                                           |

## 電影歌曲
| 曲別   | 歌名                          | 作曲 | 編曲 | 監制 | 演唱   |
| ------ | ----------------------------- | ---- | ---- | ---- | ------ |
| 主題曲 | 《私を抱いて Kiss Kiss Kiss》 | 戴偉 | 戴偉 | 戴偉 | 大頭欣 |
| 插曲   | 《Blues Blues In The Sky》    | 戴偉 | 戴偉 | 戴偉 | 大頭欣 |

## 分級制度
| 國家/地區 | 級別 |
| --------- | ---- |
| 香港      | Ⅲ    |

## 外部連結
- 互联网电影数据库（IMDb）上《豪情3D》的资料（英文）
- 香港影庫上《豪情3D》的資料（繁體中文）